# Marcel van der Westen
Marcel van der Westen (né le 1er août 1976 à Laren) est un athlète néerlandais, spécialiste du 110 m haies.
Il détient un record de 13 s 35 obtenu à Cassel en 2008. Il a participé aux Jeux olympiques 2008 (demi-finaliste). Il a remporté la médaille d'argent aux Championnats d'Europe en salle de 2007.

## Palmarès
- Championnats d'Europe d'athlétisme en salle 2007 à Birmingham ( Royaume-Uni)
  -  Médaille d'argent du 60 m haies en 7 s 64